# Kanton Tours-Nord-Est
Kanton Tours-Nord-Est (francouzsky Canton de Tours-Nord-Est) je francouzský kanton v departementu Indre-et-Loire v regionu Centre-Val de Loire. Tvoří ho pouze severovýchodní část města Tours.